# VIA-Isaiah-Mikroarchitektur

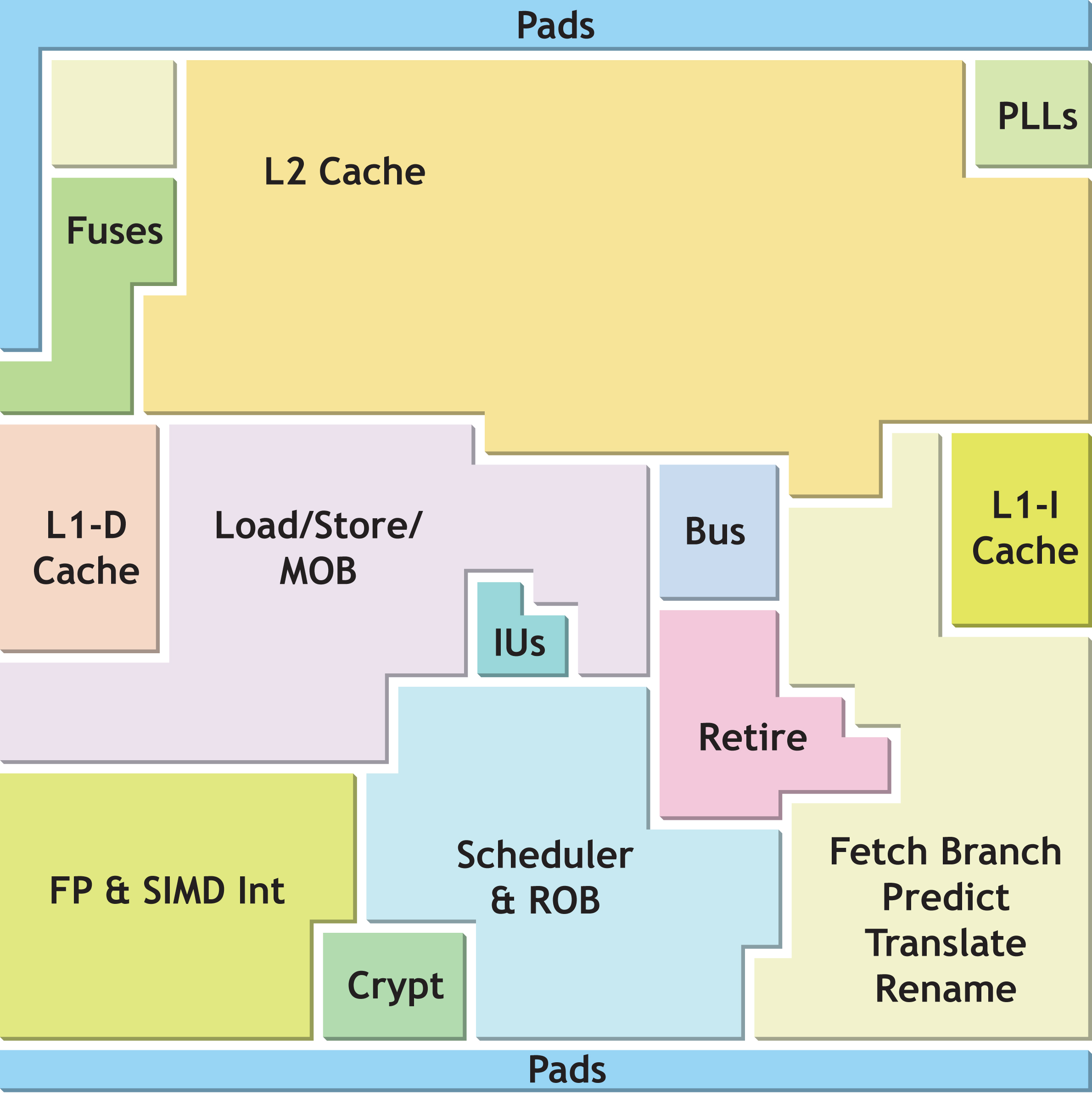
Isaiah-Mikroarchitektur als Schema

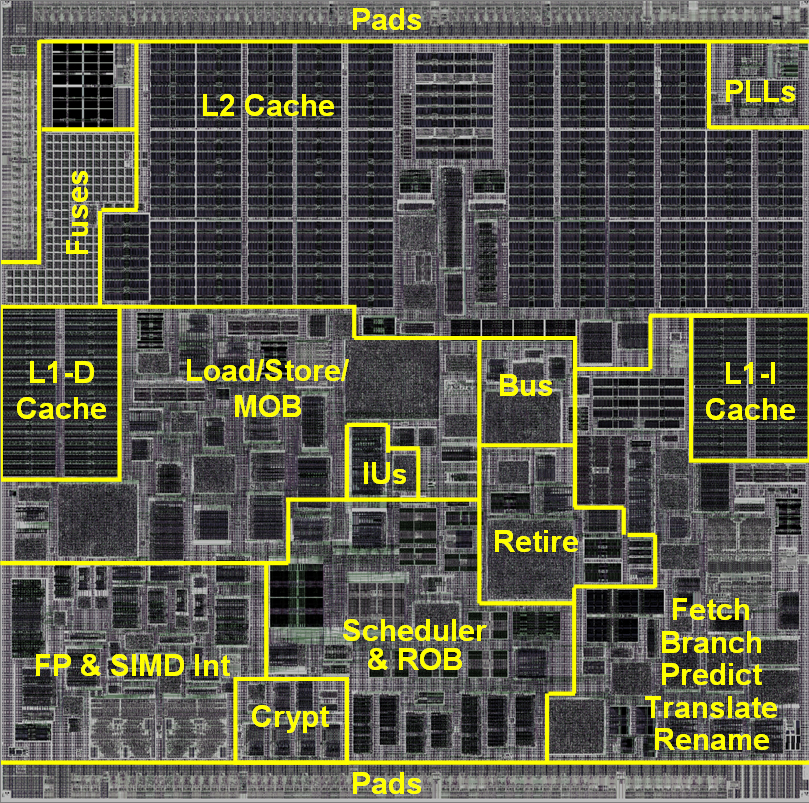
VIA Isaiah Die Plot

Die VIA-Isaiah-Mikroarchitektur ist eine neu entwickelte superskalare Prozessorarchitektur mit Out-of-Order-Ausführung von Centaur Technology, einer Tochterfirma von VIA Technologies. Sie unterscheidet sich von der Architektur der Vorgängerprozessoren, beispielsweise der des VIA C7 und auch von der Intel-Atom-Mikroarchitektur. Der erste Prozessor, in dem sie eingesetzt wird, ist der VIA Nano.
Mit der Isaiah-Architektur führt VIA zum ersten Mal die Unterstützung von AMD64 in eigenen CPUs ein. Der im Vergleich zu C7-Architektur vergrößerte Cache (2× 64 kB L1- und 1× 1 MB L2-Cache) arbeitet exklusiv, was bedeutet, dass Daten entweder im L1- oder im L2-Cache gespeichert werden, nicht aber in beiden gleichzeitig, wie es zum Beispiel bei Prozessoren von Intel der Fall ist. Dadurch wird der Cache effektiv vergrößert.
Zudem wurde eine Verschlüsselung in die Architektur integriert, die so genannte VIA PadLock Engine.

## Zukunft
Der nächste Entwicklungsschritt war die Einführung eines neuen Sockels sowie ein Dual-Core-Prozessor im Jahr 2009. Anfang 2011 wurde der Öffentlichkeit ein Quad-Core Prozessor auf Basis der Architektur präsentiert.